# Atractus taphorni
Espèce
Atractus taphorni est une espèce de serpents de la famille des Dipsadidae.

## Répartition
Cette espèce est endémique de l'État de Mérida au Venezuela. Elle se rencontre à 2 200 m d'altitude dans la cordillère de Mérida.

## Étymologie
Cette espèce est nommée en l'honneur de Donald Charles Taphorn Baechle.

## Publication originale
- Schargel & García-Pérez, 2002 : A new species and a new record of Atractus (Serpentes: Colubridae) from the Andes of Venezuela. Journal of Herpetology, vol. 36, no 3, p. 398-402.